# Високопілля (Богодухівський район)
Високопі́лля (в минулому — Хмельове або Хмільова) — село в Україні, у Валківській територіальній громаді Богодухівського району Харківської області. До 2020 року орган місцевого самоврядування — Високопільська сільська рада, до якої також входило село Гвоздьове. Після адміністративно-територіальної реформи 2020 року стало центром Високопільського старостинського округу, куди разом з Високопіллям стали відноситися села Гвоздьове та Перекіп. Станом на березень 2023 року, згідно з даними, вказаними на порталі об'єднаних громад України, населення села становить 1241 особа.

## Походження назви

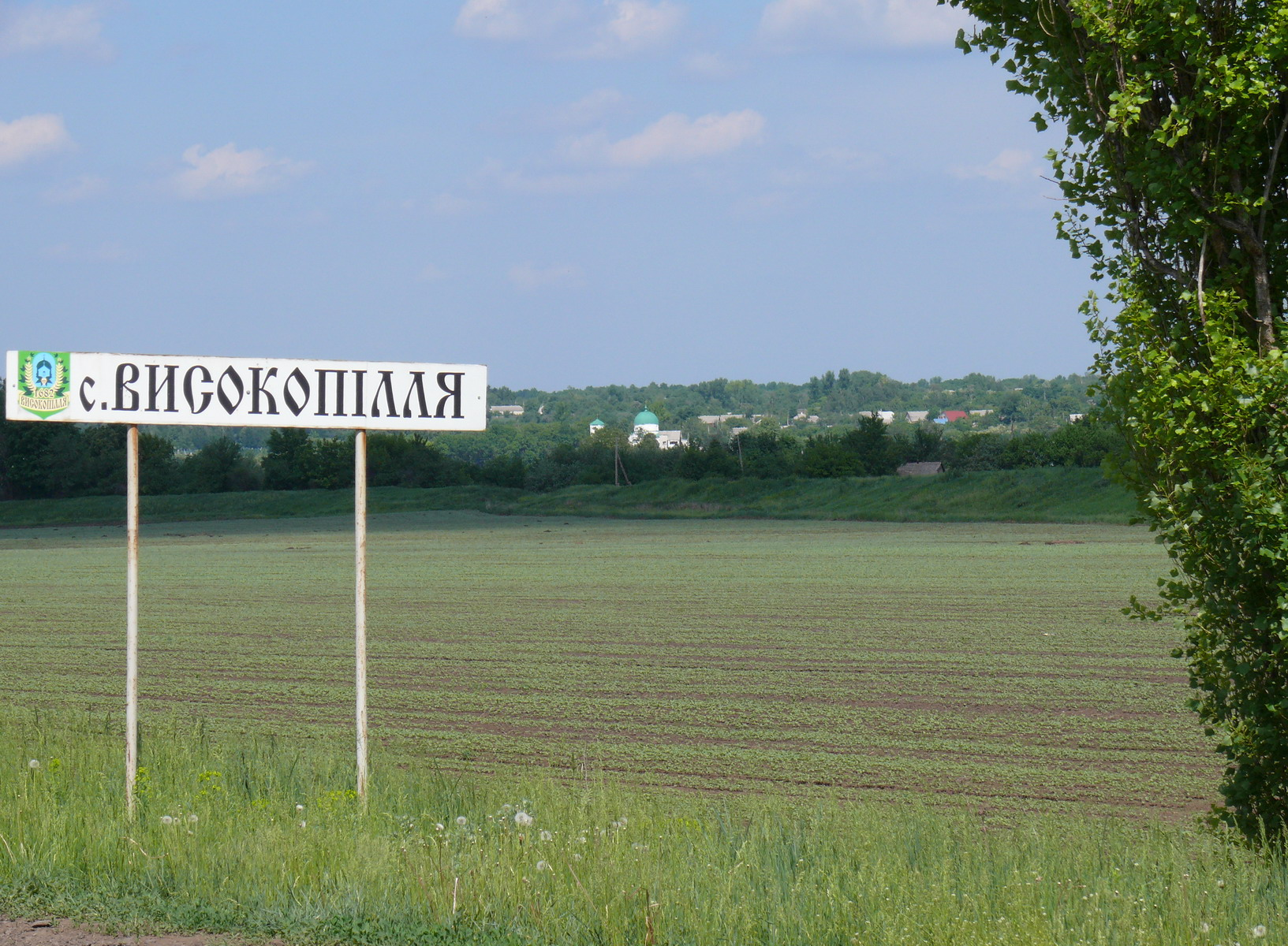
Знак при східному в'їзді в село

Перша назва села — Хмельове або Хмільова. За легендою, село отримало таку назву від імені першого поселенця — козака Тихона Хмеля.
Сучасну назву — Високопілля, село отримало у 1907 році[а] (хоча така назва зустрічалася і до того часу). Село Високопілля — одна з найвищих точок рельєфу у Харківській та Полтавській областях (див. розділ Географія), що і дало йому назву від слів «високе поле».

## Історія

### До XX століття
Поселення виникло в 1670 році в результаті масового переселення українців на вільні землі Дикого Поля (Слобожанщину) після постійних протистоянь з поляками та поразки українських військ під Берестечком. Але офіційним роком заснування села вважається 1682. Саме цей рік і вказаний на гербі села.

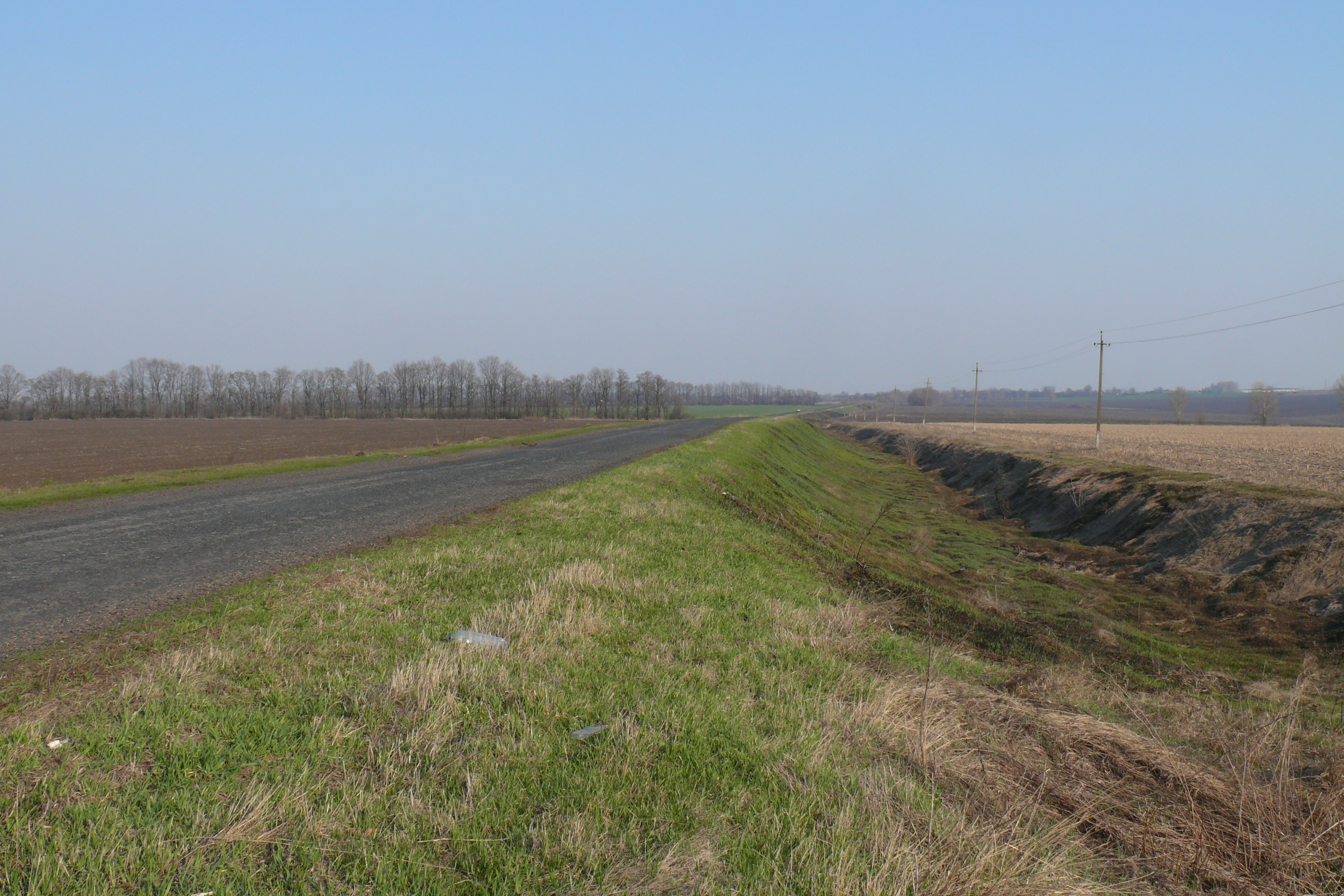
Дорога на Турецькому (Перекопському) валу

З 1680 село було частиною Ізюмської оборонної лінії — системи оборонних споруд на південь від Харкова для захисту від набігів кочових татар. Саме тут проходив Муравський шлях, по якому кочовики здійснювали набіги, вивозили награбовані скарби та невільників.
Для захисту використовувався земляний вал скіфського періоду, який розташований між річкою Мож та Коломак. Це був рукотворний вал, який отримав назву Турецький вал, іноді зустрічається назва Перекопський вал. Він був висотою шість метрів з двометровим ровом та глибиною два метри з південного боку. Вал віками слугував військовою захисною спорудою, а село Високопілля — одним із сторожових форпостів Ізюмської лінії укріплень Харківського полку. У 1969 році на частині цього насипу була прокладена дорога, довжиною приблизно 7 км, від сусіднього села — Перекопу до Високопілля.
Станом на 1780 рік, село належить до Валківського повіту.
1848 — під час третьої холерної пандемії померло 110 жителів села.
Після реформи 1861 року військових поселенців зрівняли з селянами, виділили їм невелику кількість землі (в середньому по дві десятини). Найвищим органом управління стала сільська сходка, на якій вибирався староста і митар.
У 1869 році було введено у дію Харківсько-Миколаївську залізницю, яка проходила через територію села.
1873 — у селі була відкрита двокласна церковно-парафіяльна школа на 30 учнів.

### Початок XX сторіччя (1901—1940)
у 1902 році почалося Полтавсько-Харківське селянське повстання. Жителі села брали участь у розгромі панського маєтку і цукрового заводу в Новоіванівському. Результатом придушення повстання був царський указ про відшкодування селянами збитків поміщикам в сумі 800 тис.крб. Пізніше указ був скасований.
У 1907 році село отримало сучасну назву — Високопілля. В історичних документах сучасна назва зустрічається раніше 1907 року (доповіді командувача слобідськими полками генерала фон Вейсбаха у 1728 році).
1914 — у селі збудовано сільську лікарню.
Станом на 1916 рік у селі була одна школа, у якій працювали 2 вчителя, навчалось 50 учнів, надходив 1 журнал та 3 газети.
1918 — село було окуповане більшовиками під час громадянської війни у Російській імперії.

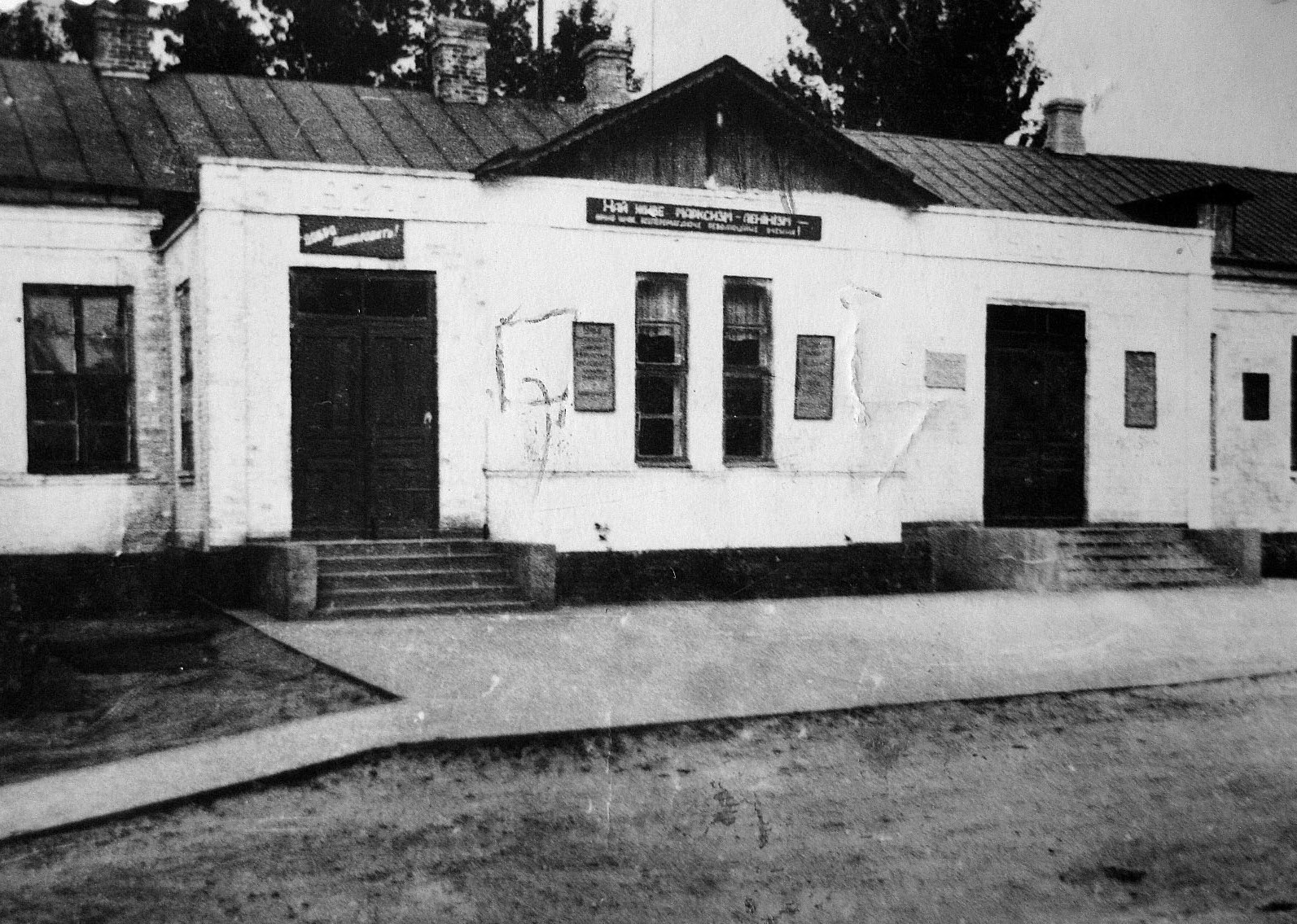
Будівля Високопільської середньої школи. Побудована в 1927 році. На початку 2000-х зруйнована

У квітні 1921 року почалося Валківське повстання, у якому брали участь жителі села. Воно було придушене у травні, за допомогою бронепоїзду.
Станом на 1923 рік село належить до Валківського району. Незначний час, в період радянський адміністративних реорганізацій, село відносилось до Коломацького району.
1927 — відкрито поштове відділення та збудовано будівлю семирічної школи.

### Голодомор (1932—1933)
Під час організованого радянською владою Голодомору 1932—1933 років померло щонайменше 198 жителів села. Членами краєзнавчого гуртка місцевої школи у 2004—2005 рр. вдалося зібрати свідчення місцевих жителів та підтвердити смерть 118 людей. Зокрема, за свідченнями Лисойвана Михайла Яковича, у районі села Хомутівка на початку колективізації налічувалося 120 дворів, а після Голодомору залишилося всього 40.

### Друга світова війна (1939—1945)
16 жовтня 1941 почалася окупація села військами нацистської Німеччини, яка продовжувалась 23 місяці. Під час бойових дій Німецько-радянської війни Високопілля було на шляху німецько-нацистських танкових військ: танкових дивізій СС — «Дас Райх», «Тотенкопф», «Вікінг». Їх завданням був розгром радянської 1-ї танкової армії, 5-ї гвардійської танкової армії та контроль автодороги Харків-Полтава і залізниці Харків — Полтава.
За час окупації села понад 200 юнаків та дівчат було відправлено на примусову працю в Німеччину та було зруйновано школу, цегельний завод, 700 будинків села, 64 будинки хутора Гвоздьове, 27 хат Вовчого хутору, господарства п'яти колгоспів. На центральній площі села були страчені голови колгоспів Доценко І. П. та Жовновач К. Р., також були страчені за участь в партизанській боротьбі місцеві жителі Коваль Ф. С. і Коваль Г. П.

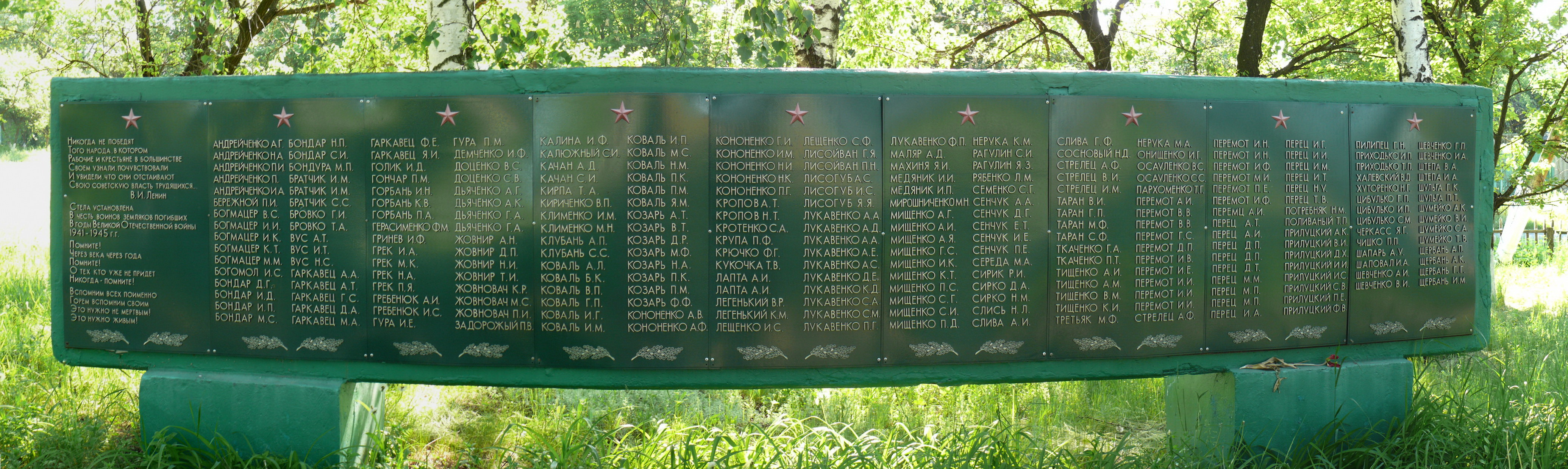
Список полеглих воїнів-односельчан на стелі меморіалу

11 вересня 1943 Високопілля звільнили від окупаційних військ нацистської Німеччини. Село, як і районний центр, звільняли бійці Степового фронту під командуванням маршала Радянського Союзу Конєва Івана Степановича. Бої велися з початку серпня 1943 року на Богодухівському напрямі (Високопілля, Шарівка, Мерчик). В боях за звільнення села Високопілля, станції Водяна та села Шарівка командир стрілецького взводу 759 стрілецького полку 163 стрілецької дивізії лейтенант Непочатих Ілля Кирилович відзначений званням Героя Радянського Союзу.
958 жителів воювали на фронтах Німецько-радянської війни, з них загинули 284 бійці, нагороджені орденами та медалями 220 чоловік.

### Післявоєнний період та друга половина XX сторіччя (1946—1991)
1951 — відкрито сільську бібліотеку.
Станом на 1965 рік у селі працювала лікарня на 25 місць, амбулаторія, 6 магазинів, поштове відділення, 2 школи, 40 вчителів, клуб на 200 місць, 3 бібліотеки, надходило понад 1700 примірників газет, 700 журналів, нараховувалось 300 телевізорів, 250 мотоциклів, 6 автомобілів, 2 колгоспи обробляли понад 4000 гектарів орної землі, а в школах та ВНЗ навчалось сорок відсотків населення.
1968 — відкрито дитячий дошкільний заклад.
1969 — прокладено автомобільну дорогу Високопілля — Перекіп.
1974 — введено в експлуатацію приміщення нової середньої школи.
1978 — введено в експлуатацію Будинок культури.

### Село від початку Незалежності України (1991—2019)
1997 року до села приєднані населенні пункти Вовче та Гайворонське.
У 2007 році, у центрі села біля місцевої школи, був встановлений пам'ятний знак жертвам Голодомору.

### Епідемія коронавірусу (2020)
13 квітня 2020 — перший летальний випадок в Харківській області від коронавірусної інфекції COVID-19, яка розповсюдилась після церковних богослужінь в сільському храмі. В інфекційному відділенні Валківської ЦРЛ померла 71-річна мешканка Високопілля, яку госпіталізували з підозрою на коронавірус 10 квітня. Лабораторне підтвердження коронавірусу надійшло через день після її смерті.
15 квітня 2020 — село Високопілля закрили на карантин, пов'язаний з коронавірусною хворобою. На в'їзді та виїзді із села було встановлено контрольно-пропускні пункти з цілодобовим чергуванням поліції та медпрацівників. Відібрано та направлено до Харківського лабораторного центру 45 зразків біологічного матеріалу від контактних осіб.
20 квітня 2020 — другий летальний випадок в Харківській області — померла сімдесятирічна жителька села, медсестра в минулому. З 16 квітня вона знаходилась в реанімації обласної інфекційної лікарні з підтвердженим діагнозом COVID-19. Дев'ятеро інфікованих жителів села та п'ятеро жителів міста Валки, які контактували з жителями Високопілля, знаходились на лікуванні в Валківській ЦРЛ, Харківській обласній інфекційній лікарні та на самоізоляції.
13 травня 2020 — знімаються обмеження на в'їзд і виїзд та припиняється робота карантинного блокпоста. Останній хворий одужав 14 травня. Померли щонайменше дві особи.

### Історія села у 2020-ті (2020—дотепер)
12 червня 2020 року, згідно з розпорядженням Кабінету Міністрів України № 725-р «Про визначення адміністративних центрів та затвердження територій територіальних громад Харківської області», увійшло до складу Валківської міської громади.
17 липня 2020 року, в результаті адміністративно-територіальної реформи та ліквідації Валківського району, селище увійшло до складу Богодухівського району.
Після початку повномасштабного російського вторгнення в Україну, станом на 16 лютого 2023 року, Високопілля прийняло у себе більше 1000 біженців. Багато жителів стали до лав ЗСУ на захист України. Станом на 15 березня 2023 року, троє жителів села загинули захищаючи рідну землю.

## Населення
1686 — Хмельове нараховувало 200 жителів.
За даними на 1864 рік у казеній слободі Перекіпської волості Валківського повіту, мешкало 2858 особи (1374 чоловічої статі та 1484 — жіночої), налічувалось 411 дворових господарств, існувала православна церква.
За переписом 1897 року кількість мешканців становила 2858 осіб (1374 чоловічої статі та 1484 — жіночої), з яких всі — православної віри.
1900 — населення села становило 2350 чоловік.
Збудована чотирикласна початкова школа, яка потім була зруйнована під час окупації села нацистськими військами.
Станом на 1914 рік кількість мешканців зросла до 5092 осіб.
1929 — село нараховувало 1500 одноосібних господарств.
1965 — населення становило понад 4 тисячі.
Населення, згідно з переписом 2001 року, становить 1957 осіб (866 чоловічої статі та 1091 — жіночої).
Станом на березень 2023 року, згідно даних, вказаних на порталі об'єднаних громад України, населення села становить 1241 особа

### Мова
Мова населення села Високопілля — українська.
У вжитку у жителів є українські слова, притаманні жителям Харківщини:
- А́мпулка або па́ста — стержень кулькової ручки.
- Галере́я — прибудована до хати засклена веранда, тераса.
- Ги́дол — лайливо: паразит, гад, ідол.
- Змі́йка — замок блискавка на одязі.
- Кабачки́ — насіння соняшника, гарбуза.
- Камізе́лька — жилетка, безрукавка.
- Куфа́йка — фуфайка.
- Лапсерда́к — зношений верхній одяг для домашнього використання.
- Ло́кон — плойка для гарячої завивки волосся.
- Погрібня́к — надбудова над погрібом.
- Ракло́ — злодій, шахрай.
- Сі́ни — приміщення між кімнатою і верандою.
- Сту́лка — стілець.
- Суточки́ або припу́сниця- господарська прибудова вздовж задньої частини хати.
- Ся́вка — хуліган, розбишака.
- Тре́мпель — плічки, вішалка для одягу.
- Хвіртка — всі види вхідних дверей в огорожі, паркані.
- Цеберка — відро незалежно від розміру і матеріалу.
- Чи́нка — лезо безпечної бритви.
- Чува́л — мішок.

## Географія
Село Високопілля розташоване на заході на межі Валківської громади та межує з Коломацькою та Краснокутською територіальними громадами Богодухівського району Харківської області.
Географічно воно знаходиться у східній частині Полтавської рівнини на середній висоті 165 м над рівнем моря, на водорозділі басейнів Дніпра і Дону біля витоку річки Коломак, притоку Ворскли. На руслі річки Коломак по території Валківської громади є декілька ставків. Перші чотири з них утворилися в межах села Високопілля: Фатіївський, Хомутянський, Кукочка, Гвоздьовський або Дегтярський.
У лісовому масиві між Водяним і Високопіллям розташоване село Гайворонське.
Велика територія села, географічне розташування вздовж чотирьох водоймищ по руслу річки Коломак, протяжність в минулому військових сотенних поселень продиктували необхідність назв районів села і прилеглих територій: Берестова, Фатіївка, Причепилівка, Садки, Центр, Хомутівка, Низ, Край, Кукочка, Багнівка, Свистунівка, Клубанівка, Лисойванівка, Гвоздьове, Вовчий хутір, Гайворонське.

### Клімат
Загалом клімат району помірно континентальний (Dfa) без посушливого сезону із прохолодною зимою та теплим (іноді спекотним) влітку.
Останні 100—120 років температура повітря у регіоні, як і загалом Землі, має тенденцію до підвищення. Протягом цього періоду середньорічна температура повітря зросла приблизно на 1,5 °C.
| Клімат Високопілля (Богодухівський район) | Клімат Високопілля (Богодухівський район) | Клімат Високопілля (Богодухівський район) | Клімат Високопілля (Богодухівський район) | Клімат Високопілля (Богодухівський район) | Клімат Високопілля (Богодухівський район) | Клімат Високопілля (Богодухівський район) | Клімат Високопілля (Богодухівський район) | Клімат Високопілля (Богодухівський район) | Клімат Високопілля (Богодухівський район) | Клімат Високопілля (Богодухівський район) | Клімат Високопілля (Богодухівський район) | Клімат Високопілля (Богодухівський район) | Клімат Високопілля (Богодухівський район) |
| Показник                                  | Січ.                                      | Лют.                                      | Бер.                                      | Квіт.                                     | Трав.                                     | Черв.                                     | Лип.                                      | Серп.                                     | Вер.                                      | Жовт.                                     | Лист.                                     | Груд.                                     |                                           |
| Абсолютний максимум, °C                   | +9,5                                      | +14                                       | +21                                       | +28,8                                     | +34,2                                     | +35,9                                     | +37                                       | +39,2                                     | +33,9                                     | +28                                       | +17,6                                     | +12,2                                     |                                           |
| Абсолютний мінімум, °C                    | −31,7                                     | −30,8                                     | −28                                       | −10,6                                     | −2                                        | +3,1                                      | +7,6                                      | +2,8                                      | −4,1                                      | −8,3                                      | −22,2                                     | −29                                       |                                           |
| Норма опадів, мм                          | 35.4                                      | 26                                        | 24.1                                      | 27.5                                      | 31                                        | 34.2                                      | 40.7                                      | 95.3                                      | 64.6                                      | 37.9                                      | 27.5                                      | 24                                        |                                           |
| Середньомісячна швидкість вітру, м/с      | 23.1                                      | 23.3                                      | 22.6                                      | 21.6                                      | 24.9                                      | 21                                        | 22                                        | 22                                        | 21.5                                      | 25.8                                      | 27.5                                      | 22.9                                      |                                           |
| ----------------------------------------- | ----------------------------------------- | ----------------------------------------- | ----------------------------------------- | ----------------------------------------- | ----------------------------------------- | ----------------------------------------- | ----------------------------------------- | ----------------------------------------- | ----------------------------------------- | ----------------------------------------- | ----------------------------------------- | ----------------------------------------- | ----------------------------------------- |
| Джерело: METEOPROG.com                    |                                           |                                           |                                           |                                           |                                           |                                           |                                           |                                           |                                           |                                           |                                           |                                           |                                           |

### Флора і фауна

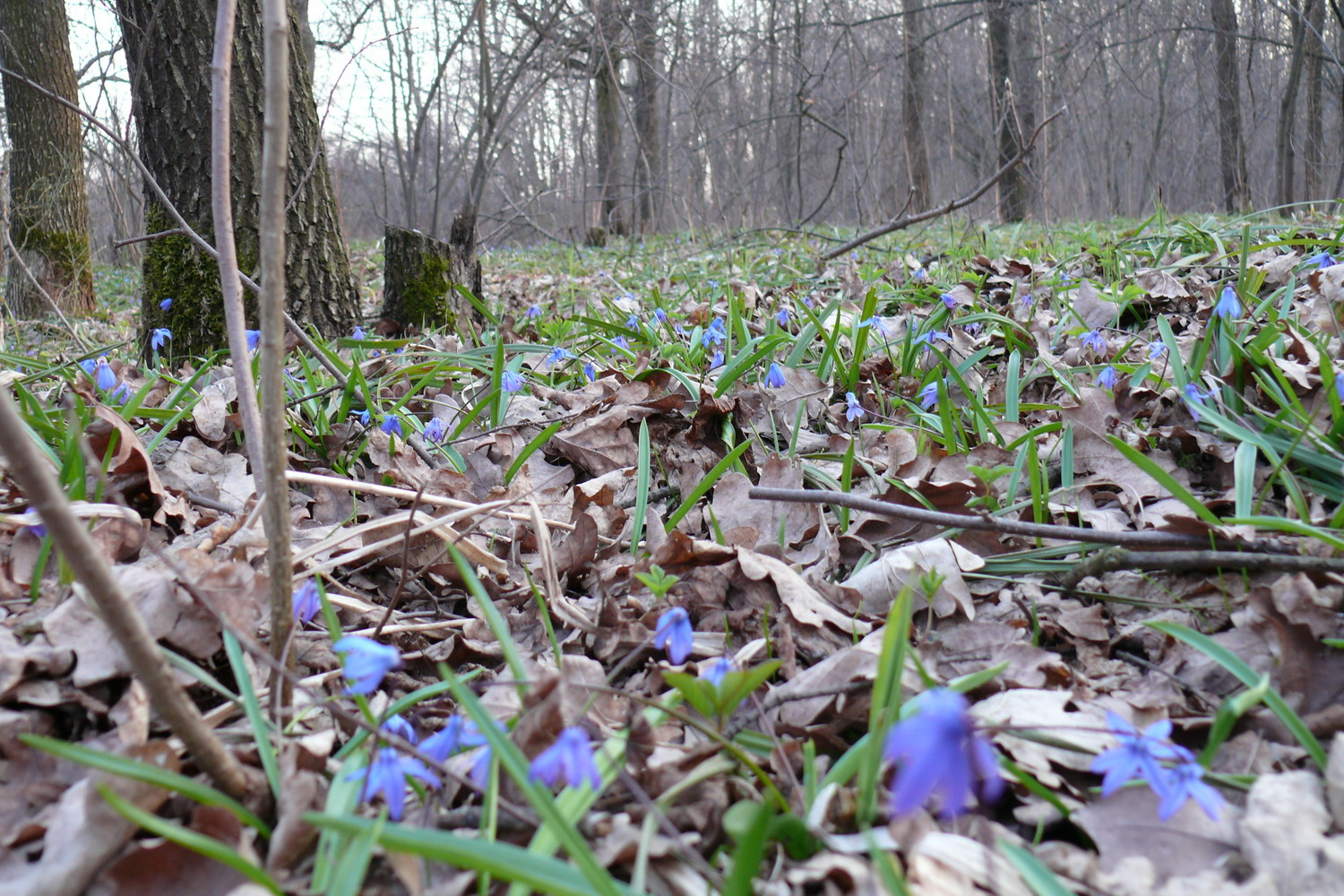
Проліски у місцевому лісі

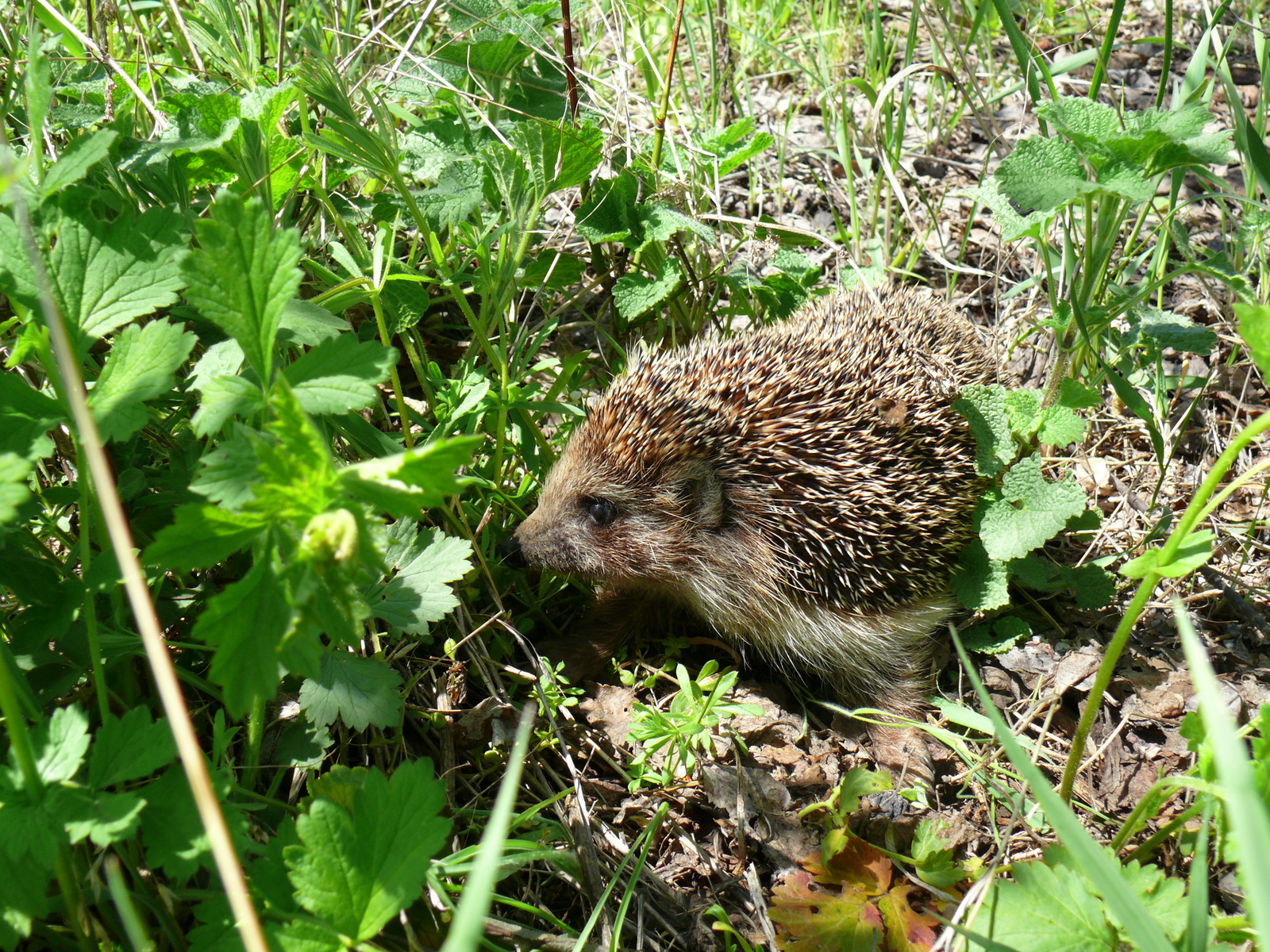
Їжак у місцевому лісі

До села прилягає великий лісовий масив урочище Хмельове.
Листяний ліс складається переважно з дубу та ліщини. Розповсюджені також липа, клен, ясен, дикорослі яблуні та груші.
Не території села та у лісі зокрема поширено багато видів тварин. Зокрема лосі, сарни, кабани, єноти, лисиці, ласки, куниці, лісові тхори, зайці, їжаки, а також розповсюджені лісові гризуни: вивірки, лісові миші, підземні полівки та руді нориці.
Природні умови сприятливі для багатьох видів птахів. Це лелеки (білі і чорні), солов'ї, дятли, сови, зозулі, ворони, сороки, вальдшнепи, жайворонки, кропив'янки, коноплянки та інших птахи.
Також поширені ящірки (прудкі і живородні), вужі, гадюки. Клас земноводних представлений ропухами, райками, трав'яними жабами та тритонами.

## Політичне життя

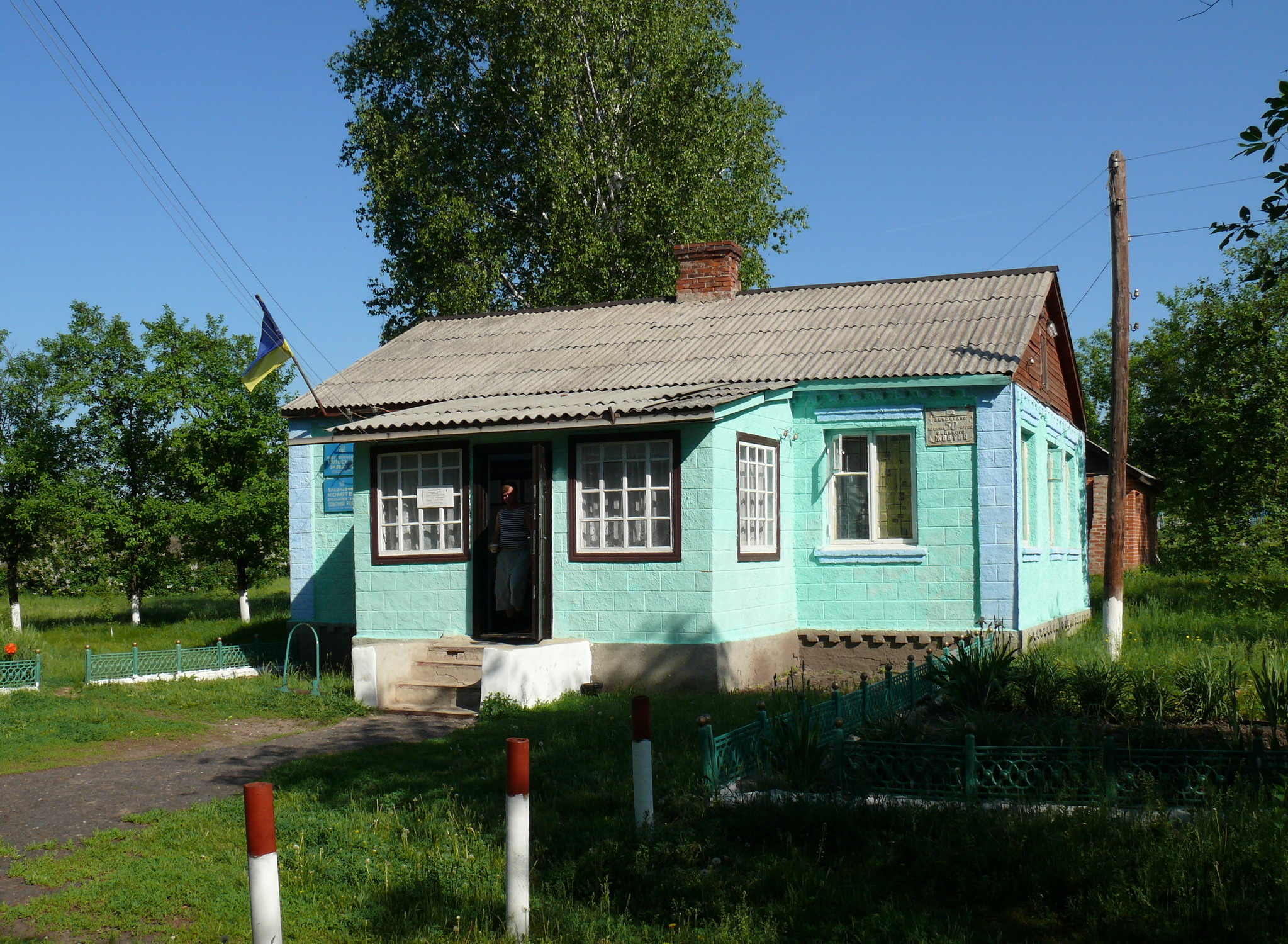
Сільський старостат (колишня сільська рада)

Головою Високопільського старостинського округу є Скрипник Анатолій Юрійович.
На виборах Президента України у 2019 році, у першому турі на голосуванні (виборча дільниця № 630199), яке відбулося 31 березня, проголосувало 594 виборця, що дорівнює 51 % жителів села. Результати: Володимир Зеленський — 34,8 %, Юрій Бойко — 34,2 %, Юлія Тимошенко — 7,6 %, Олег Ляшко — 7,4 %, Петро Порошенко — 4,9 %. У другому турі, голосування якого відбулося 21 квітня, явка склала 51,1 % (593 жителя). За Володимира Зеленського проголосувало 91,2 %, за Петра Порошенка — 7,3 %.
На позачергових парламентських виборах в Україні 21 липня 2019 року 471 мешканець Високопілля проголосував. Явка склала 40,4 %. 5 % бар'єр подолали такі партії: Слуга народу — 46,7 %, Опозиційна платформа — За життя — 30,1 %, Радикальна партія Олега Ляшка — 5,7 %.

## Релігія

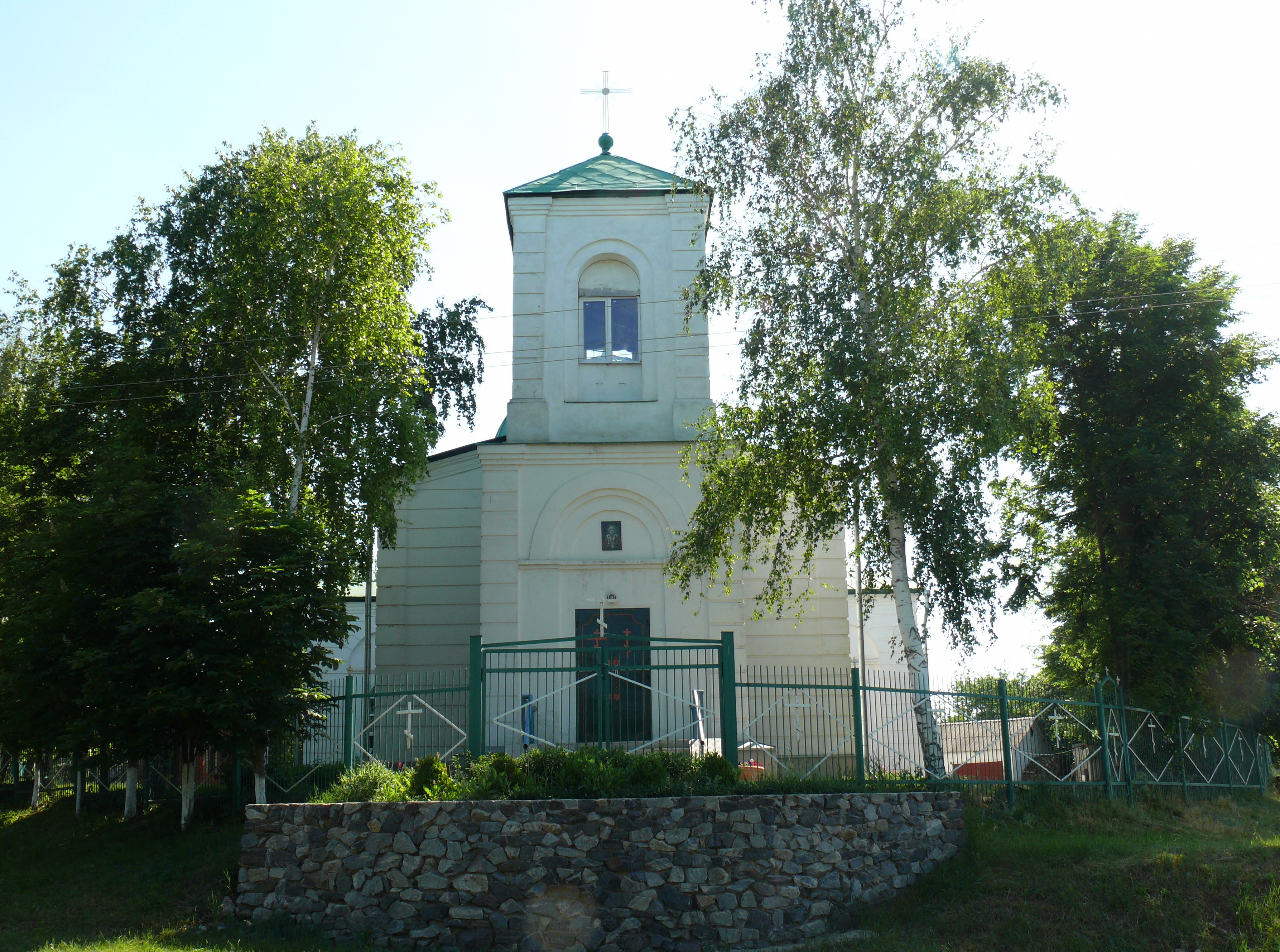
Вид на церкву з дороги Перекіп-Високопілля,
25 травня, 2011

Перша дерев'яна церква у селі була зведена у 1682 році, але вона було повністю зруйнована татарами у 1711 і відбудували її 1717 році.
Свято-Миколаївський храм (УПЦ (МП)), побудований у 1796—1806 роках. Освячення відбулося 22 травня 1806 року.
Церква майже не припиняла свою діяльність, лише була зачинена у період з 1930-х по 1943 рік.
22 травня 2006 храму виповнилося 200 років з дня освячення. В цей день літургію провів вікарій Харківської єпархії УПЦ (МП) єпископ Ізюмський Онуфрій.
З 2007 року, настоятелем Свято-Миколаївського храму є священнослужитель, випускник Харківської духовної семінарії, ієрей Сергій Вікторович Кудрик.
З 4 червня 2020 року храм є пам'яткою містобудування та архітектури місцевого значення, охоронний номер 7554-Ха.

## Освіта і культура

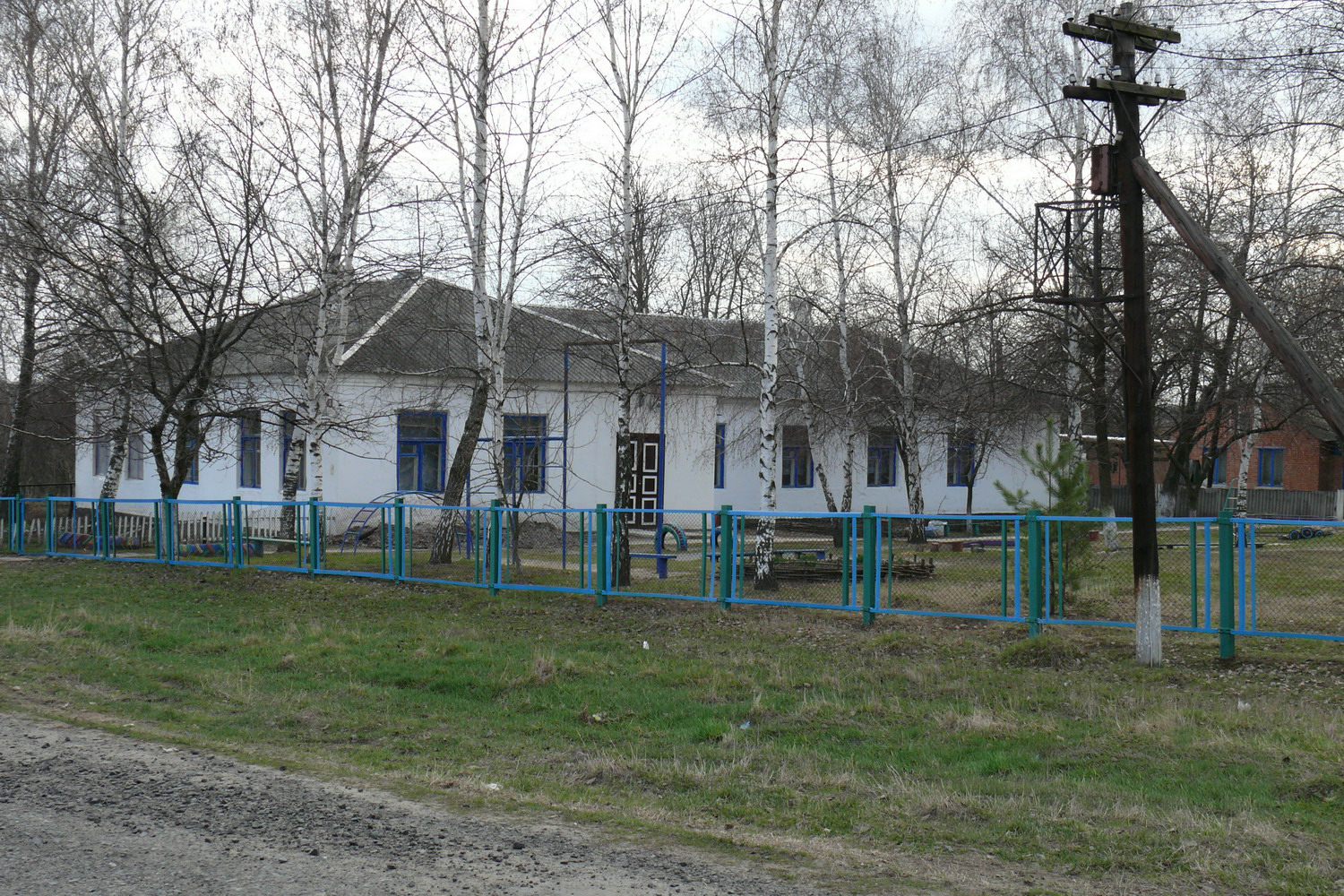
Дитячий дошкільний заклад «Сонечко»

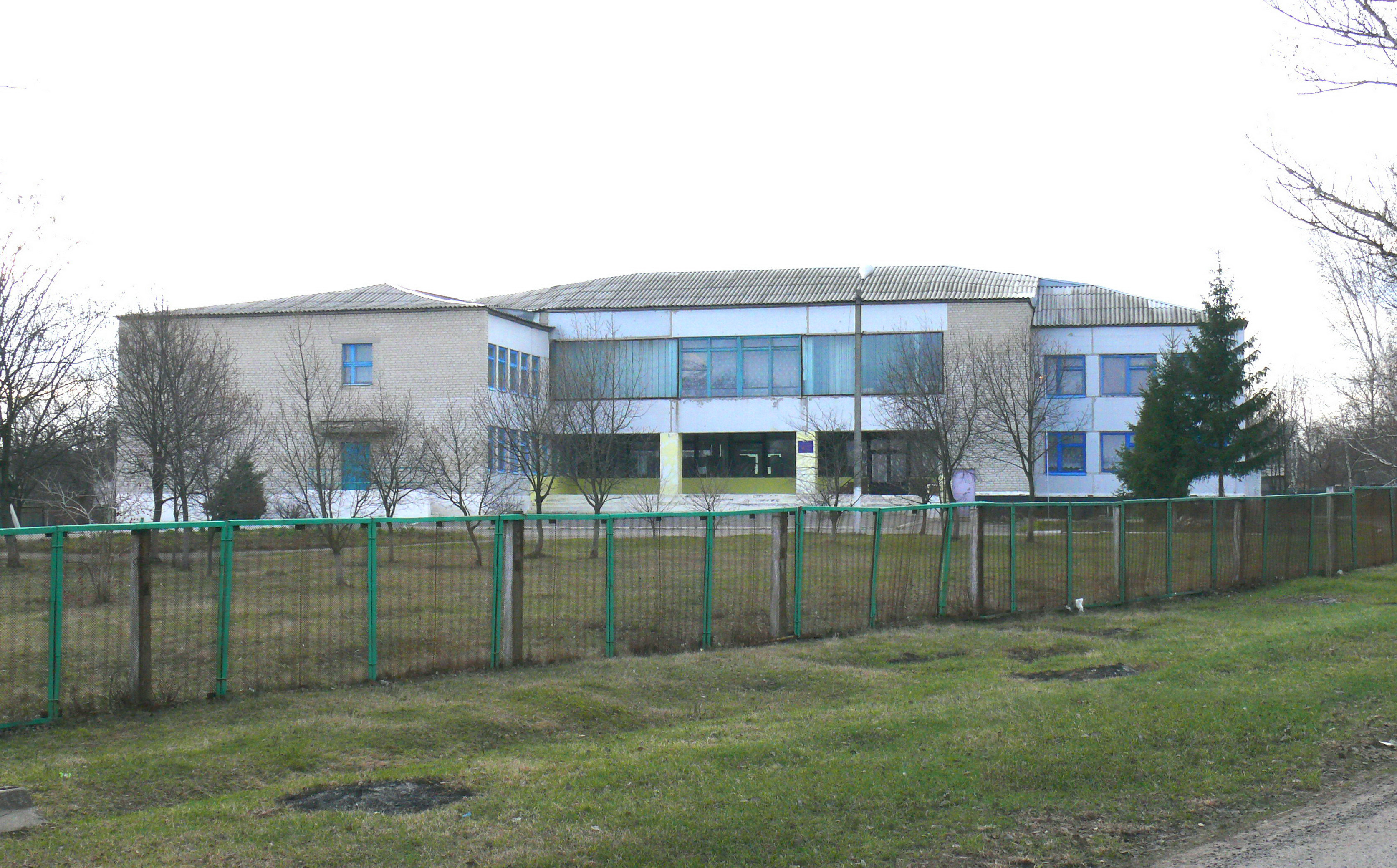
Високопільський ліцей

У селі функціонує заклад дошкільної освіти «Сонечко» (в минулому ця будівля — восьмирічна школа) та загальноосвітня школа I—III ступенів.
Директори шкіл різних років:
- 1927—1930 рр. — Романовський Микола Вікторович — перший директор Високопільської семирічної школи.
- 1930—1941 рр. — Халевський Варлам Давидович — загинув у Другій Світовій війні.
- 1945—1956 рр. — Марчишин Іван Петрович.
- 1957—1975 рр. — Мосінцев Микола Микитович — при його головуванні школою були добудовані приміщення школи, участь у Виставці досягнень народного господарства УРСР з учнівською виробничою дослідною бригадою та представлення школи на І, ІІ, ІІІ Всесоюзних читаннях з доповідями вчителя англійської мови Коваля І. І. .
- 1976—2004 рр. — немає даних.
- 2005—2011 рр. — Алієва Раїса Дмитрівна.
- 2011—2013 рр. — Гнатченко Любов Михайлівна.
- З 2013 року — Зінченко Валентина Олександрівна.

В школі в різні періоди навчались:
- Твердохліб Катерина Гнатівна (1906—2007) — українська радянська діячка.
- Катрич Олексій Миколайович[ru] (1917—2004) — генерал—полковник авіації, Герой Радянського Союзу, заступник начальника цивільної авіації СРСР[44][45].
- Перемот Д. К.(1914—1990) — генерал—майор авіації СРСР, заступник начальника цивільної авіації СРСР.
- Людмила Шляхова (Волох) — заслужена артистка РСФСР, солістка хору ім. П'ятницького.

10 листопада 2022 року, згідно Закону України «Про внесення змін до деяких законів України щодо вдосконалення механізмів формування мережі ліцеїв для запровадження якісної профільної середньої освіти», отримала статус ліцею з філологічним профілем навчання.
Також у селі працює Будинок культури, на базі якого функціонують місцева бібліотека та музей села.

### Фестиваль «Хліб-Високопілля»
З 2019 року на території села проводився фестиваль «Хліб-Високопілля», який мав за мету познайомити гостей з традиціями українського свята збору врожаю (жнив) та показати шлях від зерна до готового хліба. Під час фестивалю проводилися майстер-класи з приготування хліба, виготовлення ляльок-мотанок, гончарства та виготовлення регіональної звукової народної іграшки — Валківського свищика.
Фестиваль проводився у середині липня та тривав від двох до чотирьох днів. Організатори — Андрій та Наталя Набоки.
У різні роки учасниками фестивалю були письменник Сергій Жадан, поетеса Наталка Білоцерківець, музикант Олег Каданов, казкар Сашко Лірник, журналіст і публіцист Рябчук Микола Юрійович, доцент ХНУМ імені І. П. Котляревського Яна Партола та інші.
Також зі своєю творчістю виступали такі виконавці та гурти, як бандурист Назар Божинський, Голосотворча Лабораторія Надії Алюнової, львівський театр «На Симонових стовпах», харківський театр «Публіцист» та інші.
З 2022 року не проводиться через повномасштабне російське вторгнення в Україну.

## Історичні пам'ятки
- Турецький (Перекопський) вал, на більшій частині якого облаштована автомобільна дорога Високопілля — Перекіп[58].
- Пам'ятник воїнам-визволителям, полеглим у боротьбі з нацизмом, встановлений в 1951 році.
- Пам'ятник воїнам-односельцям, полеглим у боротьбі з нацизмом. Скульптор — Володимир Литвинов. Належить до пам'яток історії Валківського району місцевого значення. Встановлений в 1978 році[59][60].
- Братська могила радянських воїнів і комісара Васильєвського, якого вбили денікінці під Водолагою, а його рештки якого були перенесені сюди. Загалом поховано 270 чол, Монумент виготовлений Харківською скульптурною фабрикою. Належить до пам'яток історії Валківського району місцевого значення. Розташований біля місцевого будинку культури. Встановлений у 1982 році[59][60].
- Гідрологічний заказник місцевого значення «Коломачки». Має площу 68,7 га. У даному заказнику знаходиться витік річки Коломак[61][62].
- Будівля місцевої функціонуючої олійниці, яка була побудована на початку XX століття. Замовник особисто супроводжує процес виготовлення від зважування соняшникового насіння до розливу олії.

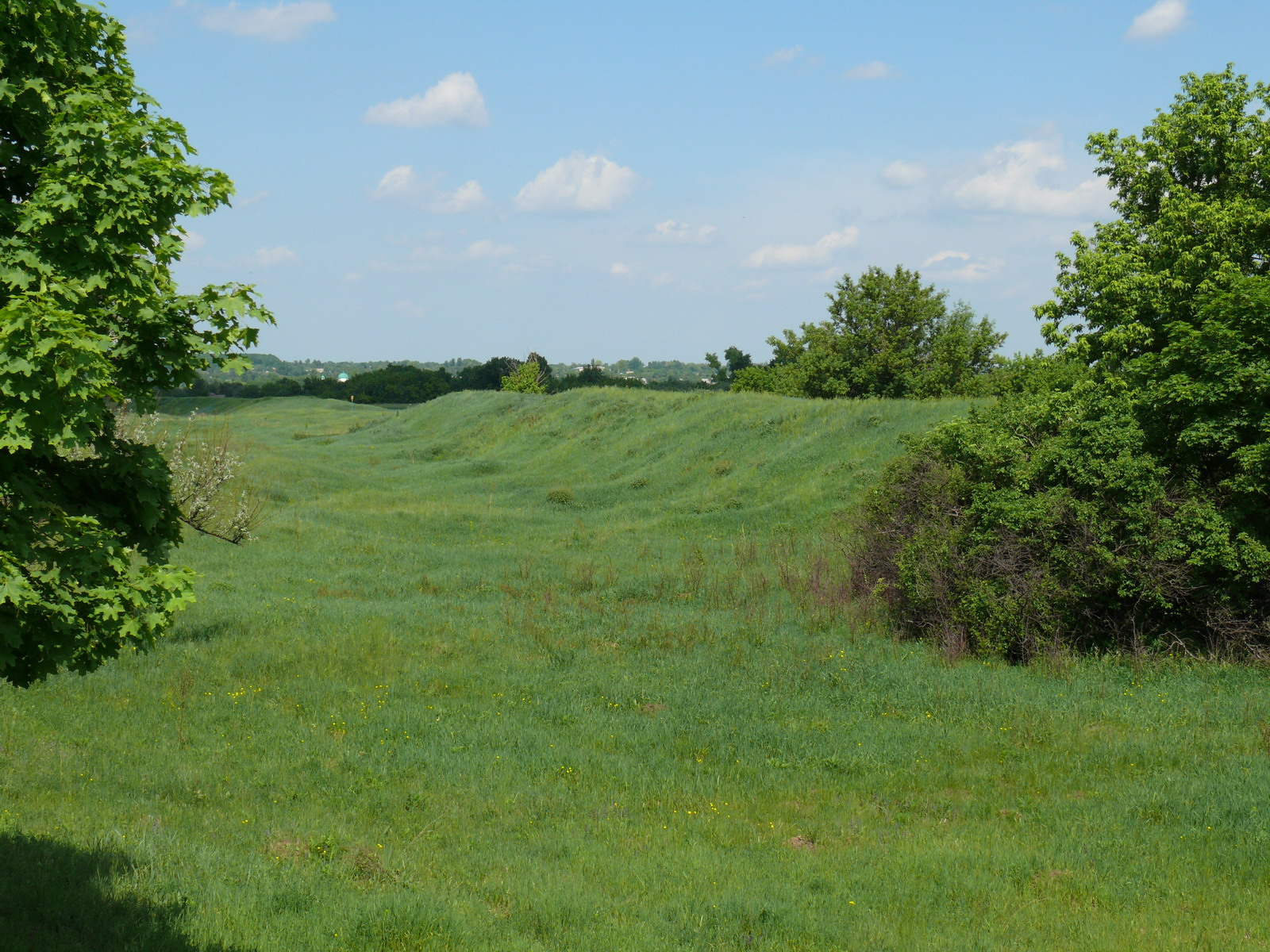
Турецький (Перекопський) вал на околиці села у районі Фатіївки
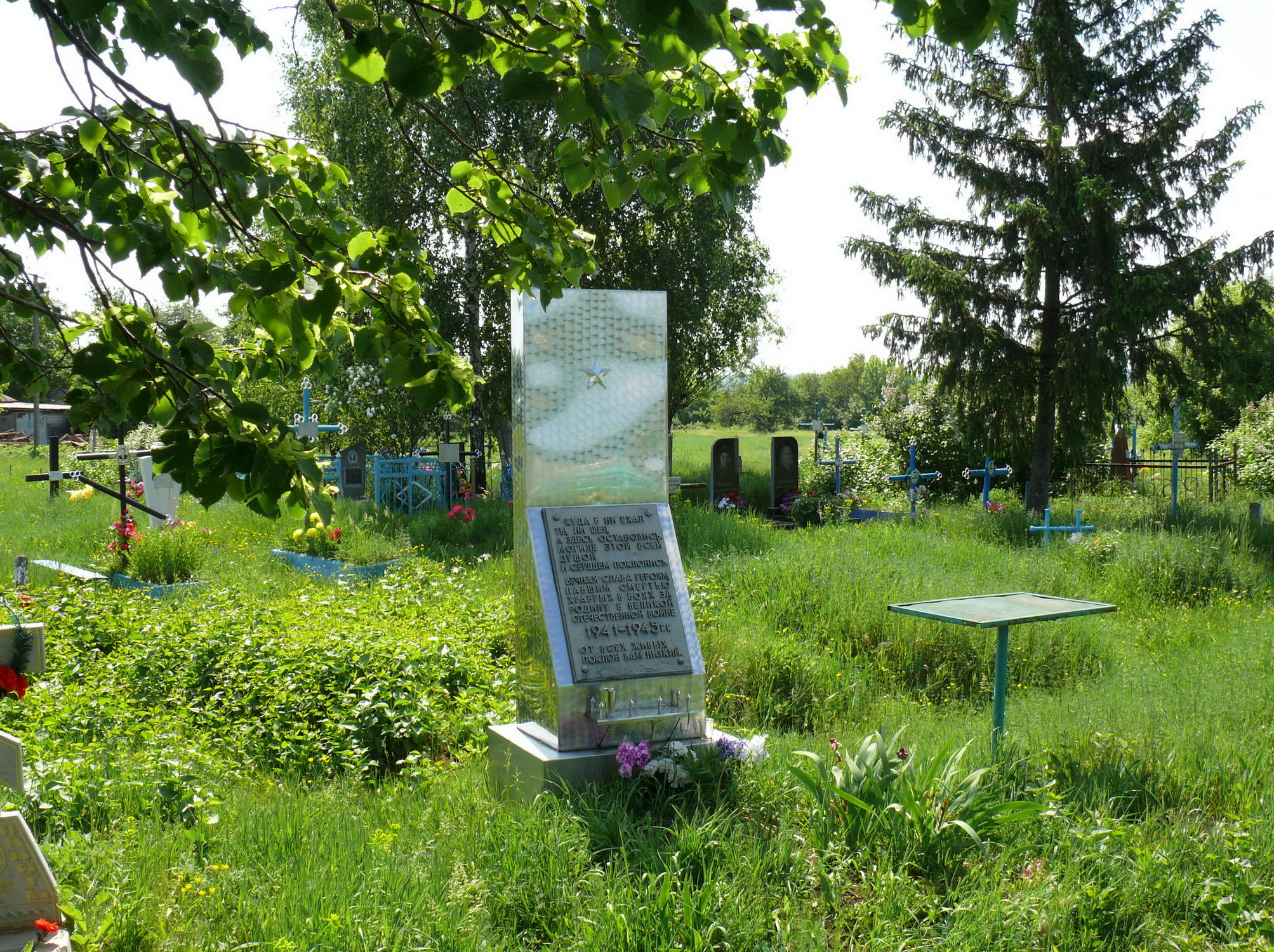
Пам'ятник полеглим воїнам на місцевому кладовищі
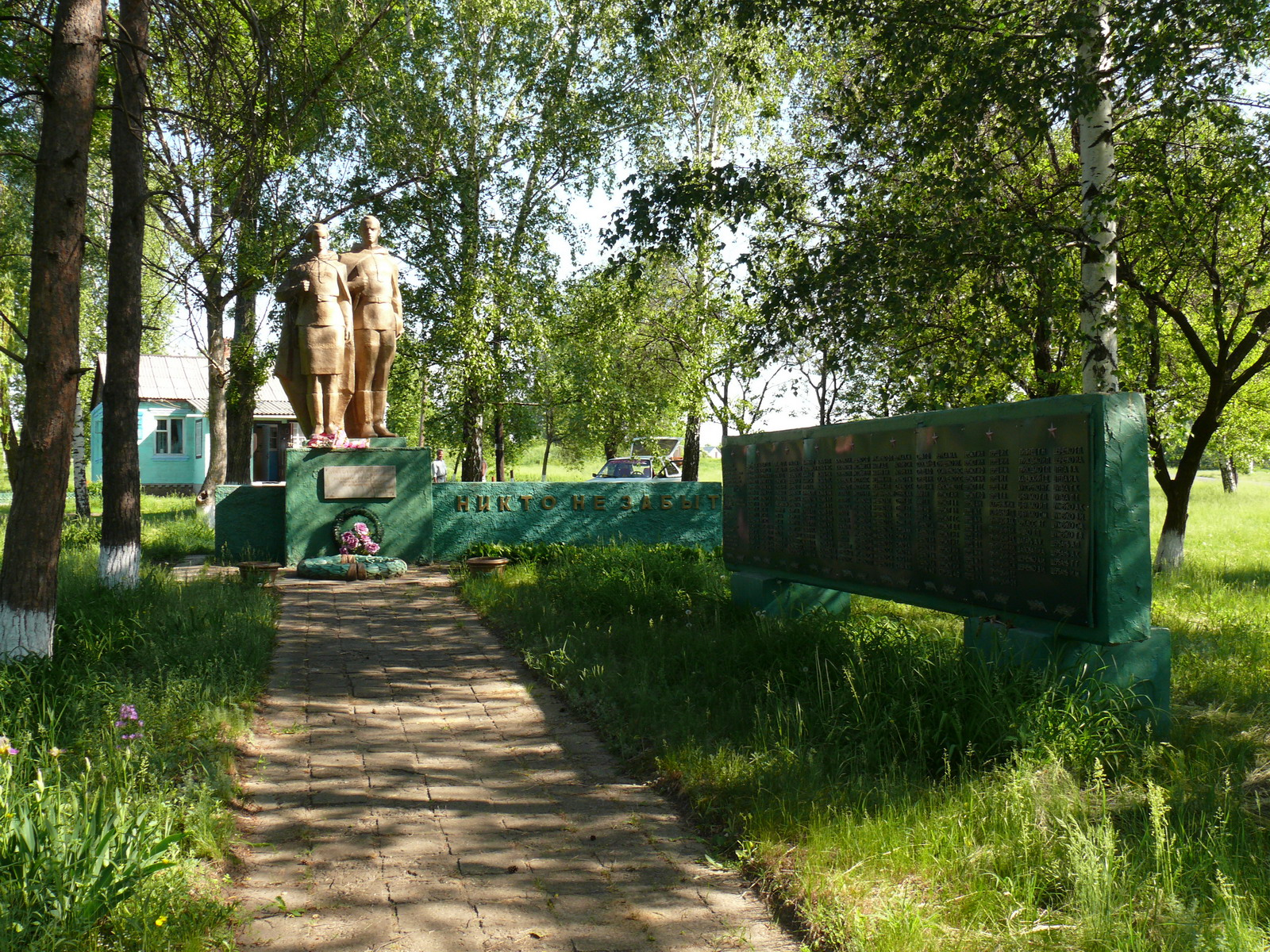
Пам'ятник полеглим воїнам-односельцям
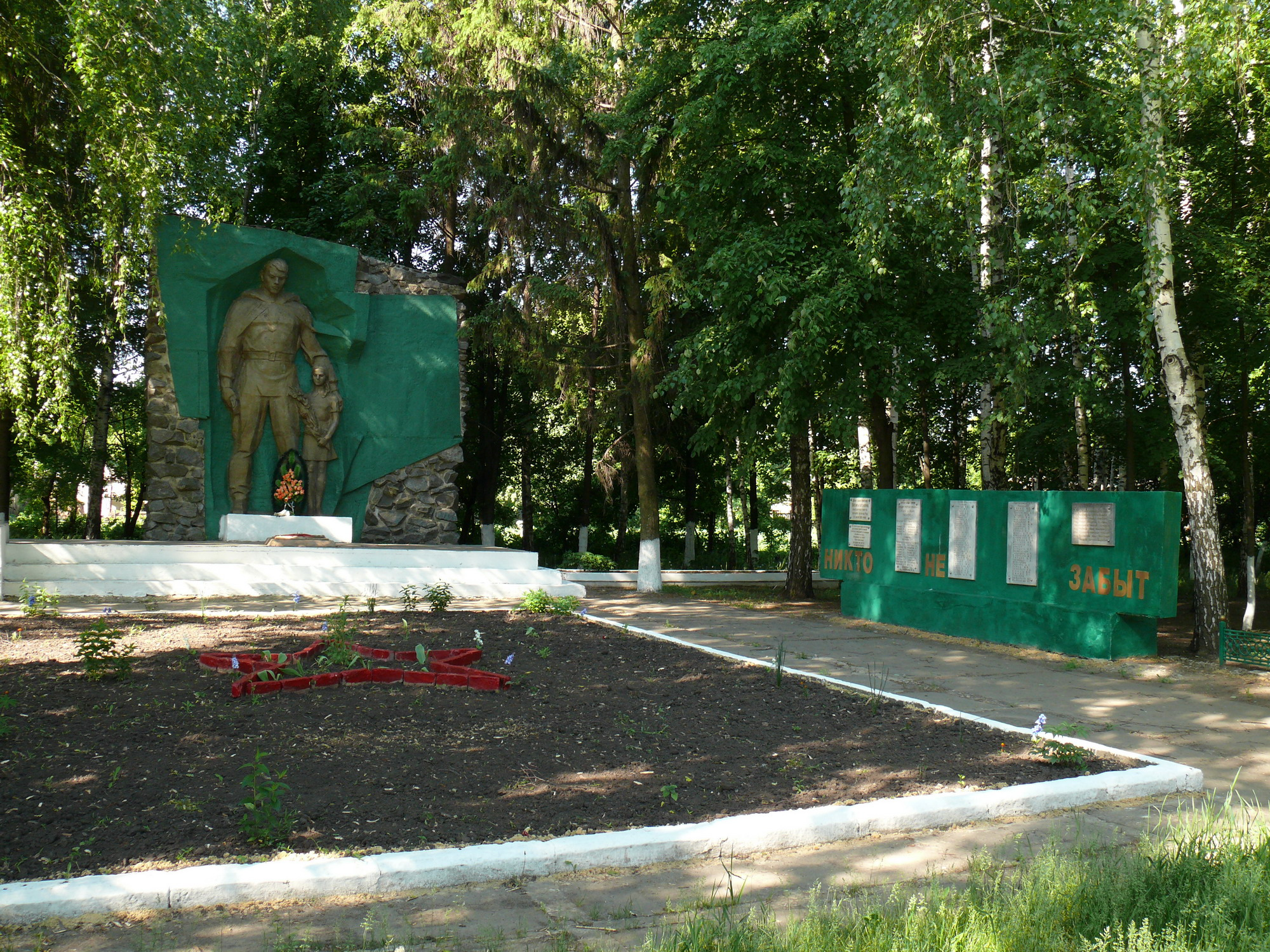
Братська могила радянських воїнів у центрі села та меморіал
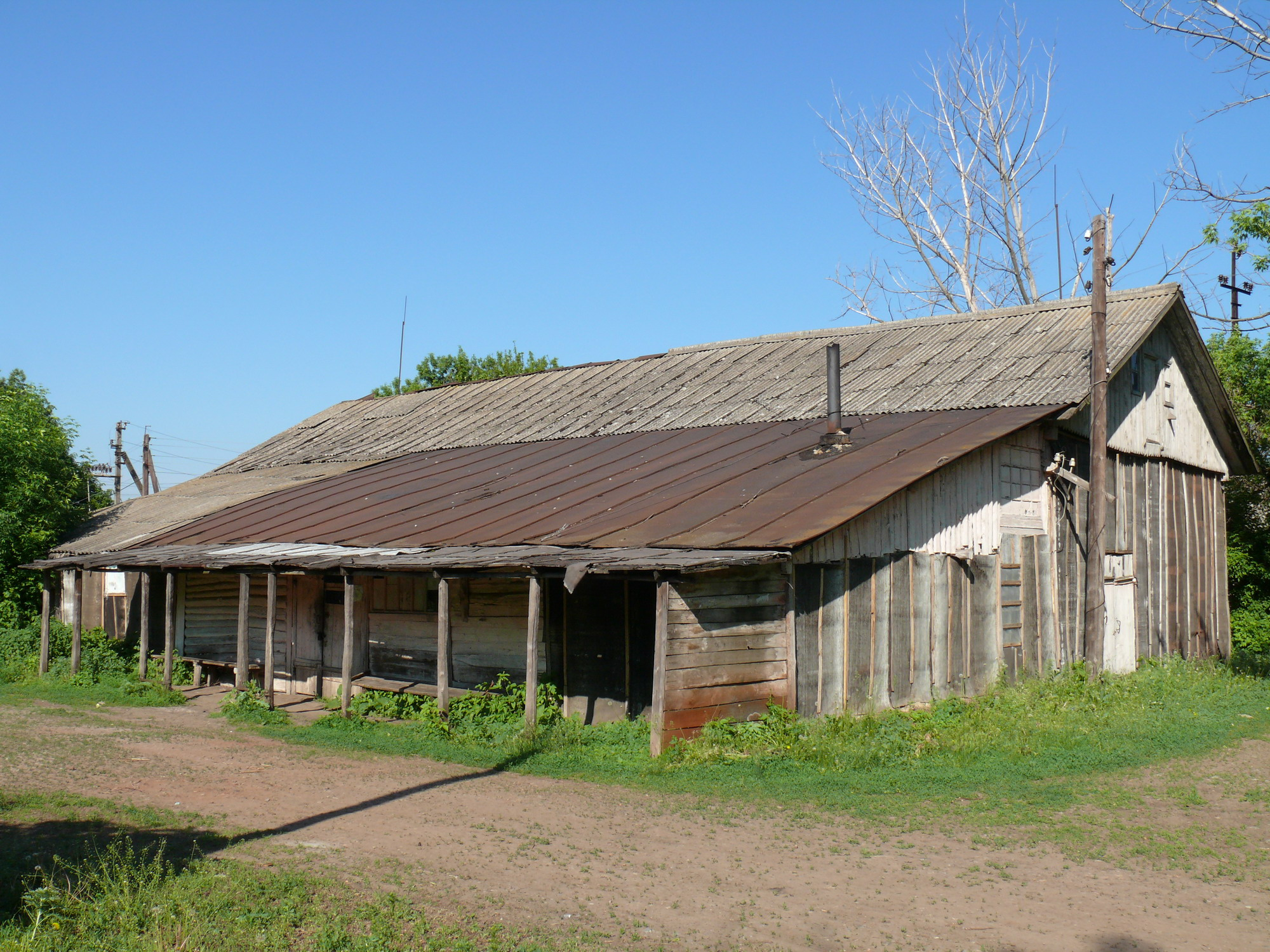
Будівля місцевої олійниці

## Спорт

Емблема місцевої футбольної команди «Авангард»

У селі є три футбольні поля: по одному у районах села Хомутівка та Край і на території місцевого ліцею. Також на території ліцею є спортивний майданчик.
З середині 2000-х у Високопіллі функціонує аматорська футбольна команда «Авангард», яка брала участь у чемпіонатах Валківського, Коломацького та Краснокутського районів, Харківської області та супутніх турнірах (турнір відкриття чемпіонату, турнір закриття чемпіонату, тощо) з футболу та мініфутболу. Після адміністративно-територіальної реформи 2020 року команда почала брати участь у чемпіонатах Валківської та Богодухівської громад з футболу та мініфутболу. Команда неодноразово перемагала чи займала призові місця у цих турнірах.
З 2022 року у місцевому ліцеї функціонує футбольна секція для учнів. Молодіжна команда секції також носить назву «Авангард» та бере участь у регіональних турнірах та кубках.

## Транспорт
Через село проходить двоколійна залізниця Полтавського напряму із зупинним пунктом «Садки». На відстані 1 км на захід від Високопілля знаходиться село Водяне із проміжною станцією «Водяна». Через високу протяжність села жителям, які мешкають в західних районах села при пересуванні залізницею зручніше користуватися станцією «Водяна». В той час як мешканцям східних районів — зупинною платформою на роз'їзді «Мар'їне».
До автотраси М03 Київ — Харків, яка проходить через районний центр Валки, від Високопілля, через села Перекіп і Старі Валки відстань становить 18 км.

## Соціальна сфера
У селі функціонує амбулаторія загальної практики — сімейної медицини села Високопілля.
Також у селі працюють відділення Укрпошти (номер 63020) та Нової пошти (номер 1).

## Уродженці Високопілля
- Ніна Буханова (Бровко) — українська лікарка, кандидат медичних наук, доцент кафедри терапії та кардіології Українського інституту удосконалення лікарів. Автор 72 наукових праць з медицини[5].
- Тетяна Костиркіна (Лисогуб) — український хімік і педагог, кандидат хімічних наук, професор Харківського політехнічного інституту, авторка 80 публікацій (у тому числі 11 авторських свідоцтв та винаходів)[5].
- Анатолій Коваль — голова Державного комітету України у справах релігій (1995—1997 роки)[73], заступник начальника Секретаріату Кабінету Міністрів України, перший заступник голови комісії з питань гуманітарної допомоги при Кабінеті Міністрів України.
- Зенгва Вікторія Олександрівна — українська перекладачка й літературознавець.
- Скуратов Іван Федорович (1879—1951) — радянський актор. Заслужений артист Росії, лауреат Державної премії Росії.
- Шевченко Павло Іванович — український педагог та організатор освіти, багаторічний ректор Криворізького державного педагогічного інституту / університету.

## Фотогалерея

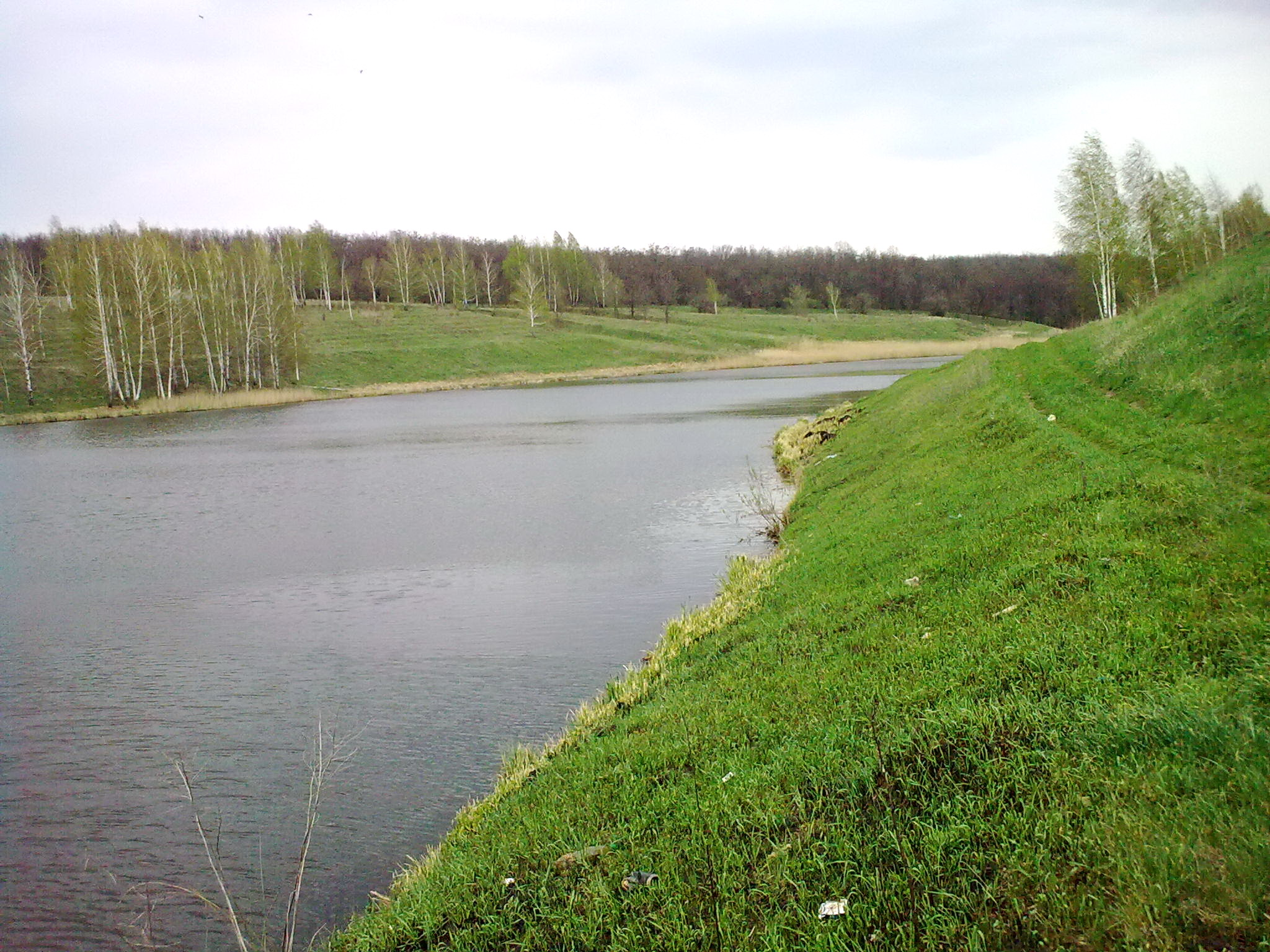
Став біля Гвоздьового
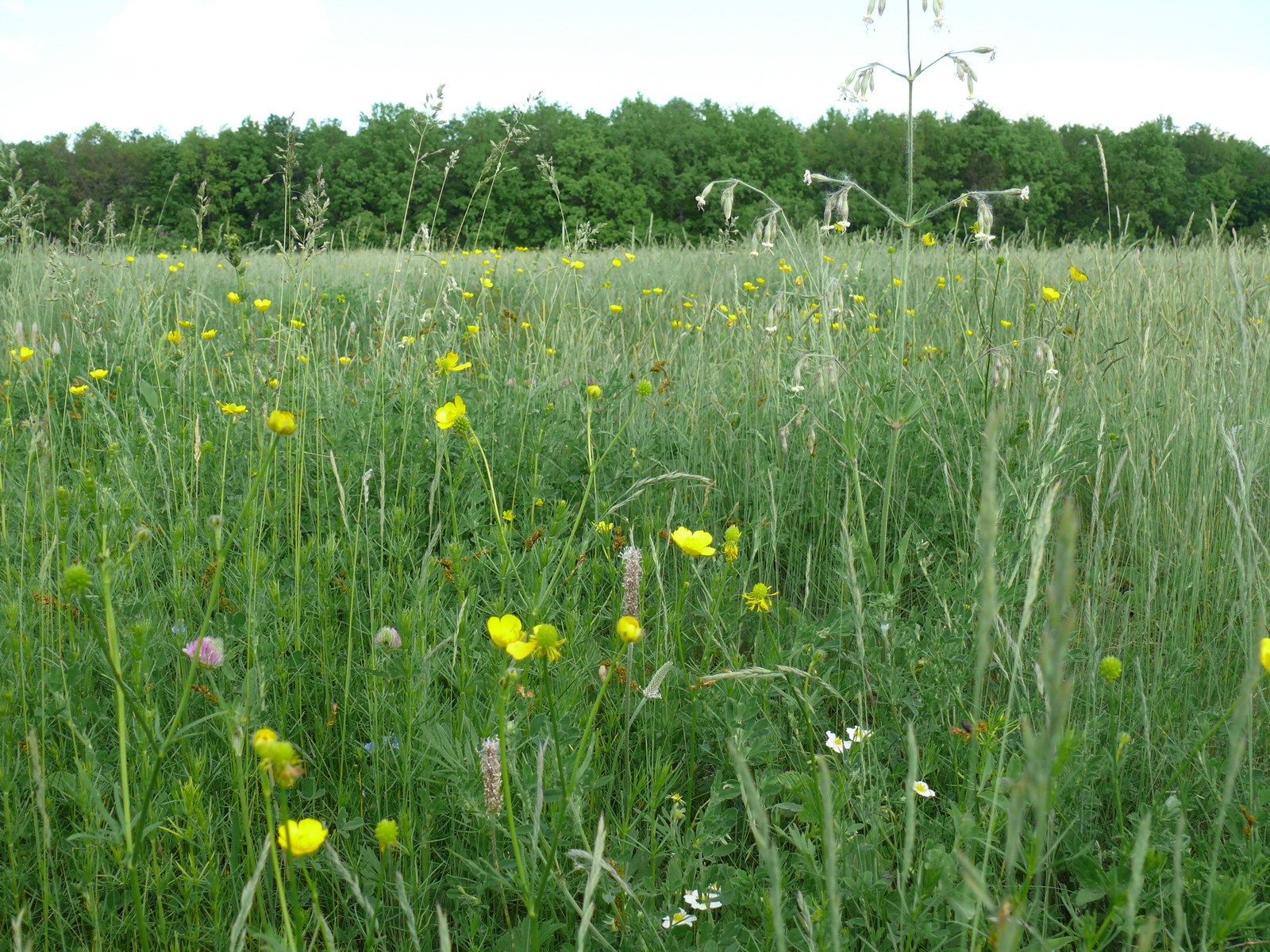
Флора Високопілля
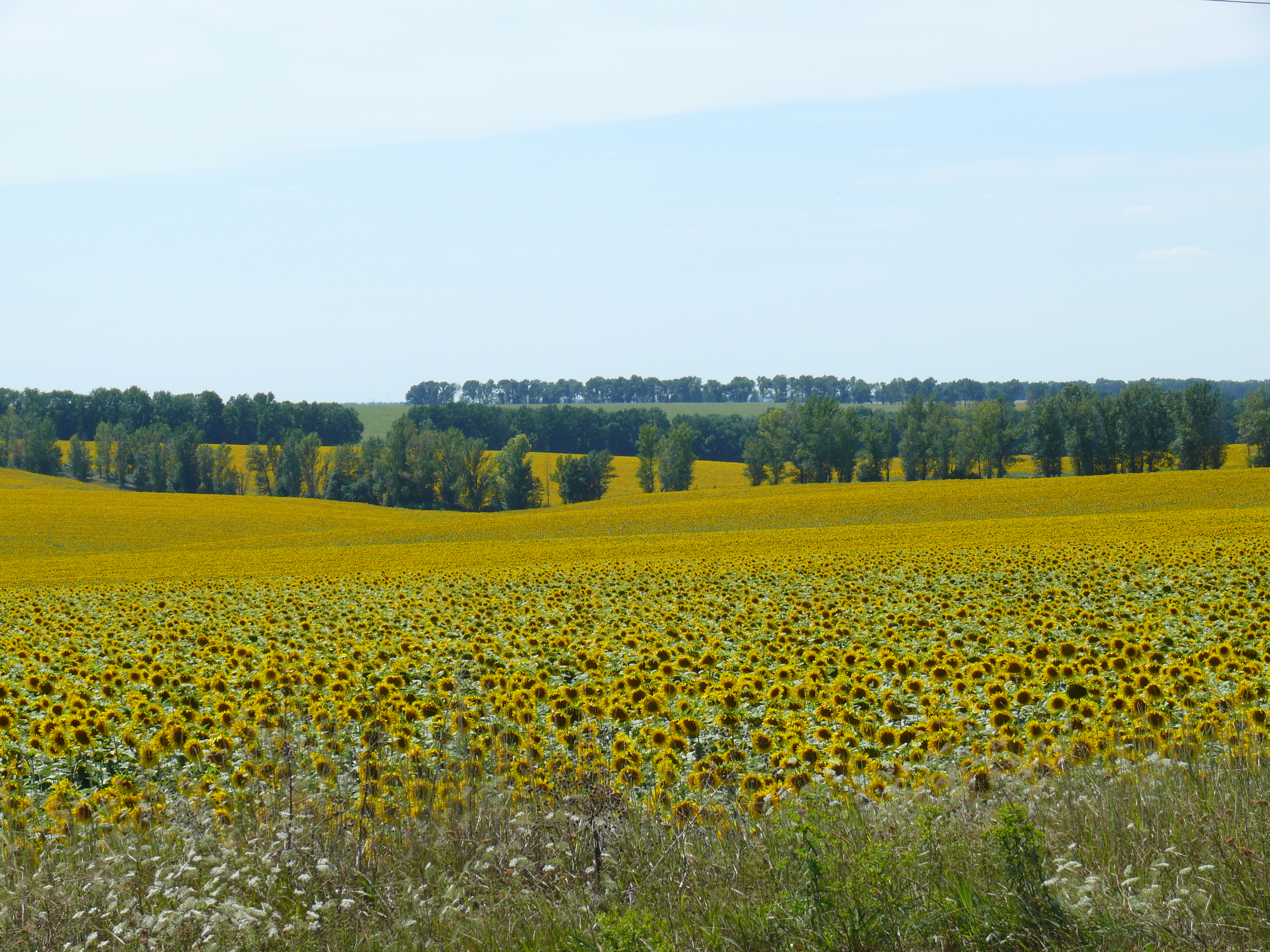
Соняшникове поле на території села